# Йиндржих из Градца
Йиндржих из Градца (чеш. Jindřich z Hradce; ум. в 1420 году) — средневековый чешский аристократ из южночешского феодального рода панов из Градца, генеральный приор Чешской провинции ордена иоаннитов в 1401—1420 годах, один из командующих войсками католической партии в битве при Судомерже. Перенёс резиденцию Чешского приората ордена иоаннитов из Праги в замок Страконице.

## Происхождение
Йиндржих из Градца происходил из южночешского магнатского рода герба золотой пятилистной розы, он был младшим сыном пана Ольдржиха IV из Градца (ум. до 1383) и Анны из Рожмберка (ум. 22 декабря 1388).

## Духовно-рыцарская карьера
Карьеру рыцаря ордена иоаннитов Йиндржих начал с должности комтура в Силезии, в которой он упоминается в источниках под 1392 годом. Этим же годом датируется и старейшая из сохранившихся печатей Йиндржиха из Градца (эта печать содержит лишь традиционные геральдические знаки панов из Градца без использования символов ордена иоаннитов). Затем, вероятно, Йиндржих занял должность комтура в Страконице. Когда Йиндржих из Градца после смерти генерального приора ордена иоаннитов в Чешском королевстве Гержмана из Звиржетиц в 1401 году заявил свою кандидатуру на его место, ему пришлось вступить в борьбу с другим претендентом на эту должность — манетинским комтуром Богушем Билим из Вистршице — пока спор не был разрешён в папской курии в пользу Йиндржиха из Градца. Сохранились грамота от 20 апреля 1401 года, которой наместник великого магистра ордена иоаннитов Бартоломео Карафа утверждает избрание Йиндржиха из Градца генеральным приором Чешской провинции ордена, и грамота от 26 апреля того же года, которой римский папа Бонифаций IX утверждает Йиндржиха из Градца в должности генерального приора и отменяет свою грамоту от 1 марта 1401 года о назначении Богуша Билиго комтуром пражской коменды. В 1402 году в качестве нового генерального приора Йиндржих выкупил светскую половину замка Страконице и Страконицкого панства у рода Баворов из Стракониц. В период гуситских войн замок Страконице под охраной рыцарей-иоаннитов стал мощным бастионом католической партии на юге Чехии. При оформлении документов по покупке данных владений Йиндржих выступает от лица приората и использует уже совершенно новую печать с изображением персонального герба генерального приора иоаннитов (сочетание родовой и орденской геральдической символики).

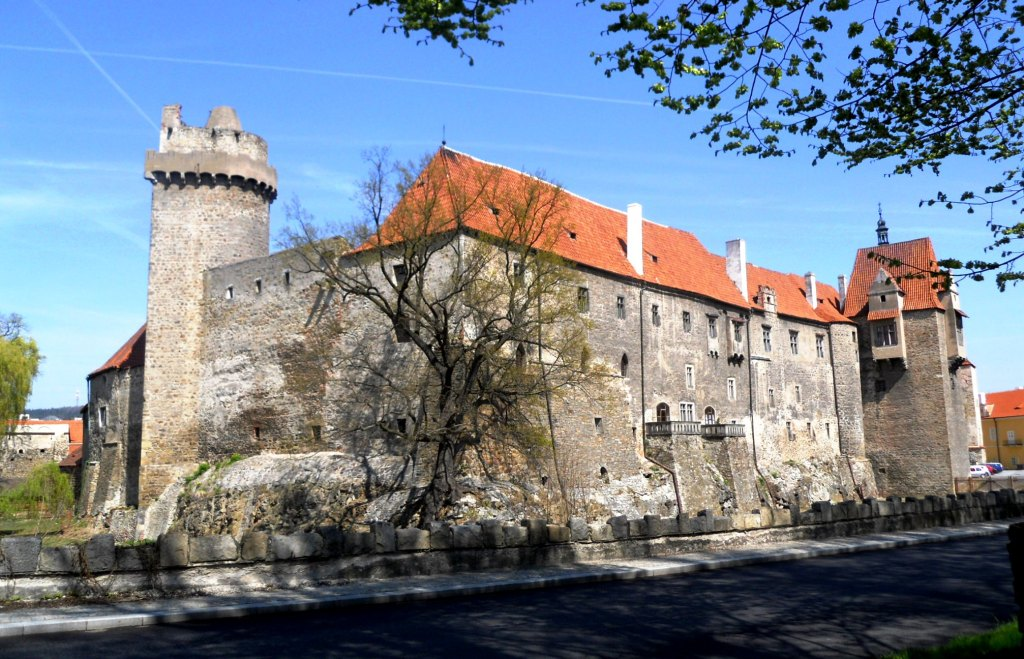
Замок Страконице

Грамотой от 15 декабря 1404 года Йиндржих, как духовный феодал, подтвердил городу Страконице его привилегии, пожалованные его предыдущими панами Баворами из Стракониц. В дальнейшем мы находим упоминание о Йиндржихе в архиве папы римского, в документе, датированном 1412 годом. В начале гуситских войн, незадолго до того, как в 1420 году гуситы разгромили главную резиденцию иоаннитов в пражской Мала-Стране, Йиндржих из Градца перенёс резиденцию генерального приора ордена в замок Страконице вместе с орденским архивом и регалиями. 25 марта 1420 года Йиндржих, будучи передовым представителем католической партии, командовал войсками в первой большой битве с гуситами при Судомерже недалеко от Страконице. Согласно преданию, Йиндржих наблюдал за ходом битвы сидя под дубом, который до сих пор высохший стоит на дамбе пруда, находящегося у места сражения. Тем не менее, он был ранен в битве, вероятно, стрелой или камнем из пращи в большой палец ноги и от этого ранения в том же году скончался в своей резиденции в замке Страконице.

## Описание герба
На сохранившихся до наших дней печатях генерального приора чешского приората иоаннитов Йиндржиха из Градца изображено два варианта его герба. Первый вариант изображался на больших печатях диаметром 50 мм в течение всего времени нахождения Йиндржиха в должности генерального приора (сохранившиеся до наших дней большие печати с этим вариантом герба датированы периодом 1402—1418 годов). Этот вариант герба представляет собой разделённый на четыре поля геральдический щит; в первом червлёном поле изображён серебряный геральдический крест, во втором лазурном поле — золотая пятилистная роза с червлёной завязью, в третьем лазурном поле — золотой якорь, в четвёртом червлёном поле — золотая горизонтальная полоса сверху поля. Второй вариант герба использовался параллельно с первым на малых печатях диаметром 28 мм начиная с 1407 года и, вероятно, до самой смерти Йиндржиха (сохранившиеся малые печати с этим вариантом герба датируются периодом 1407—1412 годов). Данный вариант представляет собой червлёный геральдический щит с золотой горизонтальной полосой сверху поля, под которой помещён серебряный якорный крест; над щитом изображён геральдический шлем с лазурно-золотым намётом и нашлемником в виде золотой пятилистной розы с червлёной завязью.

## В кинематографе
В кинофильме Отакара Вавры "Война за Веру: полководец Ян Жижка" роль Йиндржиха из Градца исполнил актер Густав Опоченский. По сюжету фильма он возглавляет атаку на коне и погибает на поле боя от выстрела из самопала, не падая из седла, после чего паникующие иоанниты бегут с поля боя.